# Enric Torra i Pòrtulas

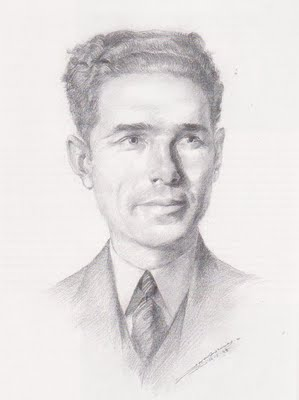
Enric Torra

Enric Torra i Pòrtulas  (* 16. März 1910 in Fornells de la Selva; † 4. August 2003 in Arenys de Mar) war ein katalanischer Pianist, Komponist, Dirigent, Chorleiter und Musikpädagoge. Als Student und als Lehrer der Acadèmia Marshall gehörte Torra zur Katalanischen Pianistenschule.

## Leben und Werk
Den ersten musikalischen Unterricht erhielt Enric Torra von seinem Vater. Später nahm er Klavierstunden bei Francesc Casellas in Girona. Er setzte seine Ausbildung an der Acadèmia Marshall fort. Er war dort im Fach Klavier Student von Frank Marshall und in den Fächern Harmonielehre und Komposition von Domènech Mas i Serracant.
Nach Abschluss des Studiums unterrichtete er selbst als Dozent für Klavier an der Acadèmia Marshall. Im Jahr 1927 zog er nach Mataró um, die Stadt, aus der heraus er seine Karriere aufbaute. Mit dem dort gegründeten Quintet Clavé musizierte er für das Kino und in Tanz- und Konzertsälen. In den 1930er Jahren trat er mit der Interpretation von Werken von Johann Sebastian Bach, Ludwig van Beethoven, Claude Debussy, Frédéric Chopin, Enric Granados, Manuel de Falla und Isaac Albéniz vor allen Dingen in Katalonien auf. Mit der Aufführung dieses klassisch-romantischen und dem katalanisch-spanischen Klavierrepertoire erwarb er sich einen herausragenden Ruf als Pianist.
Der Spanische Bürgerkrieg (1936–1939) unterbrach jäh diese Pianistenkarriere. Torra konzentrierte sich ab 1939 auf Lehre, Komposition sowie die Leitung von Chören und Orchestern. Er leitete Zarzuelas in La Sala Cabañes de Mataró oder am Orfeó Mataroní. Einer seiner Musik- und Klavierschüler war der britische Musiker und Maler Neil Harbisson.
Als Komponist hat Torra elf Sinfonien, ein Konzert für Klavier und Orchester von 1964, die Oper Burriac sowie zahlreiche kammermusikalische Kompositionen (wie z. B. Costa Brava von 1947), Solostücke für Klavier (z. B. die Sonata evocadora von 1939), Liedersammlungen (wie die Cinc cançons amatòries von 1964), katalanische Folklorestücke sowie zahlreiche Sardanas geschaffen. Die von Torra komponierten Werke Els Pastorets von 1941 und La Passió von 1947 werden nach wie vor jährlich in Mataró aufgeführt.
Torra ist Autor der Método español de piano (1951) sowie der Método Musical Escolar (Musikschulmethode, 1970). Er wirkte auch als Musikkritiker. Torra hat mehr als 200 Kompositionen und um die 70 musikkritische Veröffentlichungen hinterlassen. Ein Teil dieser Werke ist im Arxiu Comarcal del Maresme (Archiv der Comarca Maresme) zugänglich.
2001 ernannte die Stadt Mataró Torra zu ihrem Ehrenbürger, 2005 benannte sie eine der den zentralen Stadtpark umgebenden Straßen nach ihrem Tonkünstler. Torra galt neben Alicia de Larrocha und Rosa Sabater als einer der bedeutendsten Pianisten, der aus der Acadèmia Marshall hervorgegangen ist.